# Macedo Soares (militar)
Edmundo de Macedo Soares e Silva, ou simplesmente Macedo Soares (Rio de Janeiro, 9 de junho de 1901 – Rio de Janeiro, 10 de agosto de 1989), foi um militar, engenheiro e político brasileiro. Foi um dos signatários do Ato Institucional Número Cinco.

## Biografia
Com diversos membros de sua família tendo ocupado cargos importantes na política brasileira, ingressou, em 1918, na Escola Militar do Realengo (predecessora da Academia Militar das Agulhas Negras), tendo tomado parte do movimento militar contra o governo do presidente Epitácio Pessoa em 1922, cuja eclosão inaugurou o ciclo de revoltas tenentistas. Após esse levante, ficou preso até 1925 no presídio da Ilha Grande, no litoral fluminense, quando conseguiu fugir, partindo então para o exílio na Europa.
Após se formar em Engenharia na França e tendo se especializado em metalurgia, voltou ao Brasil após a anistia dada após a Revolução de 1930.
Após o seu retorno, começou a participar de debates sobre a implantação da siderurgia nacional e, em 1931, passou a integrar a Comissão Militar de Estudos Metalúrgicos e posteriormente a Comissão Nacional de Siderurgia, ligada ao Ministério da Guerra.
Com o projeto apresentado por Macedo Soares ao Conselho Técnico de Economia e Finanças em 1938, que propunha a utilização de um capital misto (nacional e estrangeiro) para a construção de uma usina siderúrgica de grande porte no país, surgiram as bases para a implantação, a partir de 1941, da Companhia Siderúrgica Nacional (CSN), no então distrito de Volta Redonda, em Barra Mansa, na região sul do estado do Rio de Janeiro.

Edmundo de Macedo Soares e Silva, em 1967.

Após anos de negociações, lideradas por Macedo Soares, na Europa e nos Estados Unidos, sobre a implantação de uma siderúrgica no Brasil e tendo essas se mostrado inviáveis, o governo federal decide construir uma usina estatal com apoio de empréstimos do Eximbank estadunidense, sendo então nomeado para a presidência da Comissão Preparatória do Plano Siderúrgico em 1939.
Com o começo da construção da CSN, Macedo Soares é nomeado para ser o seu diretor-técnico, desde o início das obras em 1942 até seu término e entrada em funcionamento em 1946, comandando, em conjunto, a construção de parte da cidade de Volta Redonda.
Após ser Eurico Gaspar Dutra empossado como presidente da República, foi nomeado ministro da Viação e Obras Públicas no ano de 1946, seguindo no cargo até sua eleição como governador do estado do Rio de Janeiro, em agosto daquele ano, apoiado pelos maiores partidos na época (UDN, PSD e PTB).
Governou o estado de 1947 até 1951, dando início a um programa de incentivo às cooperativas agrícolas e também ao desenvolvimento das indústrias de base (cimento, siderurgia, etc.) por todo o território fluminense.
Foi ainda presidente da ACESITA em Minas Gerais após sua saída do governo fluminense, tendo sido nomeado presidente da CSN entre 1954–1959. Foi ainda presidente do conselho consultivo da Companhia Siderúrgica Paulista (Cosipa), indo nos anos 1960 para a iniciativa privada, ocupou a vice presidência da Mercedes Benz, sendo em 1964 eleito presidente da Federação das Indústrias do Estado de São Paulo (FIESP), e  assumindo, logo após, a presidência da Confederação Nacional da Indústria (CNI).
Durante o governo de Costa e Silva exerceu o cargo de ministro da Indústria e Comércio, dedicando-se até o fim da vida à indústria privada.